# Oops! I Did It Again: The Best of Britney Spears
Oops! I Did It Again: The Best of Britney Spears là một album tổng hợp của nghệ sĩ thu âm người Mỹ Britney Spears, phát hành ngày 15 tháng 6 năm 2012 bởi Sony Music Camden. Album bao gồm một số đĩa đơn đầu tiên của Spears nhưng hầu hết là những bài hát và track bổ sung trích từ năm album phòng thu của cô: ...Baby One More Time (1999), Oops!... I Did It Again (2000), Britney (2001), In the Zone (2003) and Circus (2008). Nó không bao gồm các bài hát trích từ Blackout (2007) và Femme Fatale (2011). Việc xuất bản mà không có bất kì thông cáo báo chí chính thức hoặc công bố trước ngày phát hành khiến cả người hâm mộ lẫn các nhà phê bình vô cùng bất ngờ. Khi người hâm mộ hỏi về điều này trên Twitter, nhà phân phối toàn cầu của Sony Music tuyên bố rằng họ cũng không hề hay biết trước về album. Nó không được phát hành ở Hoa Kỳ mà không rõ lý do.

## Danh sách bài hát
| STT              | Nhan đề                                    | Sáng tác                                                                          | Album                   | Thời lượng |
| ---------------- | ------------------------------------------ | --------------------------------------------------------------------------------- | ----------------------- | ---------- |
| 1.               | "Oops!... I Did It Again"                  | Max Martin Rami Yacoub                                                            | Oops!... I Did It Again | 3:34       |
| 2.               | "...Baby One More Time"                    | Martin                                                                            | ...Baby One More Time   | 3:31       |
| 3.               | "I'm a Slave 4 U"                          | Charles Edward Hugo Pharrell Williams                                             | Britney                 | 3:26       |
| 4.               | "Born to Make You Happy" (Radio chỉnh sửa) | Kristian Lundin Andreas Carlsson                                                  | ...Baby One More Time   | 3:36       |
| 5.               | "Cinderella"                               | Britney Spears Martin Yacoub                                                      | Britney                 | 3:40       |
| 6.               | "Brave New Girl"                           | Spears Kara DioGuardi Brian Kierulf Joshua Schwartz                               | In the Zone             | 3:29       |
| 7.               | "The Hook Up"                              | Spears Penelope Magnet Christopher Stewart Thabiso Nikhereanye                    | In the Zone             | 3:55       |
| 8.               | "Don't Hang Up"                            | Spears Kierulf Schwartz                                                           | In the Zone             | 4:00       |
| 9.               | "One Kiss from You"                        | Steve Lunt                                                                        | Oops!... I Did It Again | 3:24       |
| 10.              | "Anticipating"                             | Spears Kierulf Schwartz                                                           | Britney                 | 3:16       |
| 11.              | "What It's Like to Be Me"                  | Wade J. Robson Justin Timberlake                                                  | Britney                 | 2:52       |
| 12.              | "My Baby"                                  | Spears Guy Sigsworth                                                              | Circus                  | 3:20       |
| 13.              | "Out from Under"                           | Arnthor Birgisson Wayne Hector Shelly Peiken                                      | Circus                  | 3:55       |
| 14.              | "You Got It All"                           | Rupert Holmes                                                                     | Oops!... I Did It Again | 4:11       |
| 15.              | "Showdown"                                 | Spears Cathy Dennis Henrik Jonback Christian Karlsson Rich Tapper Pontus Winnberg | In the Zone             | 3:18       |
| 16.              | "That's Where You Take Me"                 | Spears Kierulf Schwartz                                                           | Britney                 | 3:34       |
| Tổng thời lượng: | Tổng thời lượng:                           | Tổng thời lượng:                                                                  | Tổng thời lượng:        | 57:02      |

## Lịch sử phát hành
| Nước           | Ngày                | Định dạng       | Nhãn                     |
| -------------- | ------------------- | --------------- | ------------------------ |
| Tây Ban Nha    | 15 tháng 6 năm 2012 | Tải kĩ thuật số | Sony Music Entertainment |
| Vương quốc Anh | 18 tháng 6 năm 2012 | CD              | Sony Music Entertainment |
| Canada         | 19 tháng 6 năm 2012 | CD              | Sony Music Entertainment |
| Pháp           | 2 tháng 7 năm 2012  | CD              | Sony Music Entertainment |
| Đức            | 24 tháng 8 năm 2012 | CD              | Sony Music Entertainment |